# 大卢基

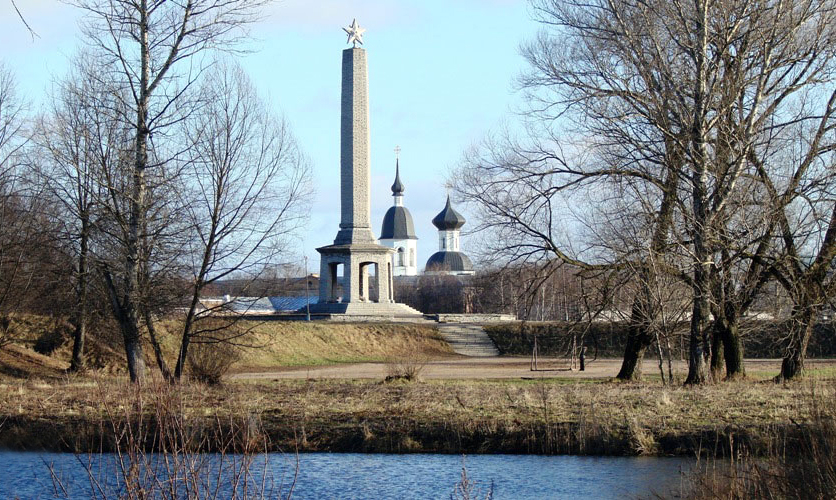
第二次世界大战纪念碑

大卢基是位于俄罗斯普斯科夫州洛瓦季河畔的一座城市，人口约10万（2002年）。该城始建于1166年，坐落于距普斯科夫城的东南274公里的洛瓦季河低地边缘。大卢基距莫斯科476公里，距圣彼得堡459公里。

## 姊妹城市
- 爱沙尼亚馬爾杜
- 芬兰塞伊奈约基